# Кривени
Кривени (мкд. Кривени) су насеље у Северној Македонији, у јужном делу државе. Кривени припадају општини Ресан.

## Географија
Насеље Кривени је смештено у југозападном делу Северне Македоније. Од најближег већег града, Битоља, насеље је удаљено 40 km западно, а од општинског средишта 8 km северно.
Кривени се налазе у области Горње Преспе, области око западне и северне обале Преспанског језера. Насеље је смештено у невеликој долини између западним брда Плакенске планине и планине Бигле. Надморска висина насеља је приближно 960 метара.
Клима у насељу је планинска због знатне надморске висине.

## Становништво
Кривени су према последњем попису из 2002. године имали 27 становника. 
Претежно становништво у насељу су етнички Македонци (100%).
Већинска вероисповест је православље.